# 路易吉娜·佩尔韦西
路易吉娜·佩尔韦西（義大利語：Luigina Perversi，1914年2月3日—1983年10月26日），生于帕维亚，意大利女子竞技体操运动员。她曾代表意大利获得1928年夏季奥运会体操比赛女子团体全能银牌。